# Breuvery-sur-Coole
Breuvery-sur-Coole és un municipi francès, situat al departament del Marne i a la regió del Gran Est. L'any 2007 tenia 205 habitants.

## Demografia

### Població
El 2007 la població de fet de Breuvery-sur-Coole era de 205 persones. Hi havia 72 famílies, de les quals 12 eren unipersonals (12 homes vivint sols), 20 parelles sense fills, 36 parelles amb fills i 4 famílies monoparentals amb fills.
La població ha evolucionat segons el següent gràfic:
Habitants censats

### Habitatges
El 2007 hi havia 77 habitatges, 73 eren l'habitatge principal de la família i 4 eren segones residències. Tots els 74 habitatges eren cases. Dels 73 habitatges principals, 70 estaven ocupats pels seus propietaris, 1 estava llogat i ocupat pels llogaters i 2 estaven cedits a títol gratuït; 5 tenien tres cambres, 13 en tenien quatre i 55 en tenien cinc o més. 71 habitatges disposaven pel capbaix d'una plaça de pàrquing. A 21 habitatges hi havia un automòbil i a 52 n'hi havia dos o més.

### Piràmide de població
La piràmide de població per edats i sexe el 2009 era:
| Homes | Edats   | Dones |
| ----- | ------- | ----- |
| 0     | 95 o +  | 0     |
| 0     | 90 a 94 | 0     |
| 0     | 85 a 89 | 0     |
| 4     | 80 a 84 | 0     |
| 0     | 75 a 79 | 0     |
| 4     | 70 a 74 | 4     |
| 4     | 65 a 69 | 4     |
| 4     | 60 a 64 | 0     |
| 0     | 55 a 59 | 0     |
| 0     | 50 a 54 | 4     |
| 16    | 45 a 49 | 12    |
| 16    | 40 a 44 | 16    |
| 8     | 35 a 39 | 4     |
| 8     | 30 a 34 | 4     |
| 0     | 25 a 29 | 4     |
| 12    | 20 a 24 | 4     |
| 12    | 15 a 19 | 4     |
| 4     | 10 a 14 | 12    |
| 4     | 5 a 9   | 16    |
| 4     | 0 a 4   | 8     |

## Economia
El 2007 la població en edat de treballar era de 135 persones, 106 eren actives i 29 eren inactives. De les 106 persones actives 102 estaven ocupades (58 homes i 44 dones) i 4 estaven aturades (2 homes i 2 dones). De les 29 persones inactives 8 estaven jubilades, 10 estaven estudiant i 11 estaven classificades com a «altres inactius».

### Ingressos
El 2009 a Breuvery-sur-Coole hi havia 75 unitats fiscals que integraven 224,5 persones, la mediana anual d'ingressos fiscals per persona era de 21.560 €.

### Activitats econòmiques
Dels 4 establiments que hi havia el 2007, 3 eren d'empreses de construcció i 1 d'una empresa classificada com a «altres activitats de serveis».
Dels 3 establiments de servei als particulars que hi havia el 2009, 1 era una fusteria i 2 electricistes.
L'any 2000 a Breuvery-sur-Coole hi havia 10 explotacions agrícoles que ocupaven un total de 650 hectàrees.

## Poblacions més properes
El següent diagrama mostra les poblacions més properes.